# هنري هاريس جيساب
هنري هاريس جيساب (بالإنجليزية: Henry Harris Jessup)‏ هو دبلوماسي ومبشر أمريكي، ولد في 1832، وتوفي في 1910.